# Équipe nationale américaine féminine de saut à ski
 (juillet 2014).
Si vous disposez d'ouvrages ou d'articles de référence ou si vous connaissez des sites web de qualité traitant du thème abordé ici, merci de compléter l'article en donnant les références utiles à sa vérifiabilité et en les liant à la section « Notes et références ».

L'équipe nationale américaine féminine de saut à ski (Women's Ski Jumping USA en anglais) est une association sans but lucratif chargée du financement et du développement du saut à ski féminin aux États-Unis. 

## Description
L'organisation s'occupe du financement des voyages, de l'entraînement et de la préparation des athlètes en vue des compétitions nationales et internationales. Chaque année et en coopération avec l'United States Ski and Snowboard Association (en) (USSA), sur la base de critères définis par l'organisation, des athlètes sont invitées à rejoindre l'équipe nationale.
Le premier objectif de l'association est de permettre aux athlètes féminines de saut à ski de disposer d'une structure aussi compétitive que possible, développer, soutenir et promouvoir le saut à ski féminin aux États-Unis et permettre le développement de sportives aussi compétitives que possible grâce à un travail de formation. Enfin, la structure entend promouvoir l'égalité homme-femme dans le sport.

## Historique
La Women's Ski Jumping USA a été enregistrée en 2003 comme association sans but-lucratif dans la ville de Park City (Utah) dont le but était de soutenir les athlètes féminines en leur fournissant une structure efficace dans le domaine de l'entraînement et du soutien financier. À l'origine de l'association sont le pilote de ligne Peter Jerome et le père Jessica Jerome, qui ont convaincu diverses personnes de se joindre au mouvement. 
L'association s'est également impliquée dans la lutte pour l'égalité homme-femme dans le sport, notamment pour permettre aux femmes de disputer les Jeux olympiques d'hiver en saut à ski, longtemps interdits aux athlètes féminines. L'association a enregistré des succès notables avec sa victoire en coupe des nations en 2012 et 2013 et deux championnes du monde de saut à ski : Lindsey Van en 2009 et Sarah Hendrickson en 2013.

## Équipe actuelle
- Sarah Hendrickson
- Lindsey Van
- Jessica Jerome
- Abby Hughes
- Alissa Johnson
- Nina Lussi
- Nita Englund
- Tara Geraghty-Moats
- Emilee Anderson

## Entraîneurs
Le premier entraîneur de l'équipe a été l'Italien Paolo Bernardi, qui amena la jeune Sarah Hendrickson au titre de championne du monde en 2013. A la surprise générale, il annonça sa démission un mois à peine avant le début des Jeux olympiques d'hiver 2014 de Sotchi. L'équipe ne communiqua pas sur les raisons de sa démission mais l'entraîneur avait connu un désaccord avec la direction lorsqu'elle refusa sa requête d'engager un entraîneur-assistant. L'Italien expliqua également « ne plus être sur la même longueur d'onde que son équipe ».[réf. nécessaire]
En novembre 2013 l'équipe dévoile le nom du nouvel entraîneur pour l'année prochaine : Alan Alborn. L'homme connaît bien le monde du saut à ski puisqu'il fut trois fois membre de l'équipe nationale américaine lors de sa carrière de sauteur. Il sera assisté par Erik Renmaelmo, ancien entraîneur adjoint de l'équipe féminine de saut à ski norvégienne.

## Financement
Le financement de l'association vient d'entreprises qui la sponsorisent, de donations privées, d'évènements organisés, de collectes de fonds et de subsides. L'argent obtenu sert à payer l'entraînement des athlètes et les frais occasionnés par les compétitions.

## Fly Girls Programs
Le programme Fly Girls est lancé au printemps 2014. Son objectif est de promouvoir le développement et la pratique du saut à ski chez les filles et de les amener à intégrer l'équipe nationale et olympique. Chaque printemps, dix jeunes athlètes (entre 12 et 16 ans) sont conviées à un stage d'entraînement d'une durée de cinq semaines.
Chacun de ces athlètes se voit attribuer un mentor de l'équipe première qui restera en contact avec elle durant toute l'année. Ces contacts comprendront une correspondance, des conseils pour l'entraînement, le don de matériel et un coaching à distance.